# Graduation ~Singles~
Graduation ~Singles~ è un album discografico di raccolta della cantante giapponese Nami Tamaki, pubblicato nel 2006.

## Tracce
1. Believe – 3:55
2. Realize – 4:41
3. Prayer – 4:48
4. Wasurenai Kara (忘れないから) – 4:24
5. Daitan ni Ikimashou (大胆にいきましょう) – 3:11
6. Reason – 4:50
7. Fortune – 4:23
8. Heroine – 4:47
9. Get Wild – 4:26
10. My Way – 4:13
11. Sunrize – 4:45
12. Result – 4:17
13. Sanctuary – 4:56
14. 19 Growing Up: Ode to My Buddy (bonus track)